# Андрушків Осип Васильович
Осип-Василь Андру́шків (21 березня 1906; Городок Ягайлонський — 17 грудня 1984; Ньюарк,Нью-Джерсі, США) — український вчений-математик, голова НТШ в США (1974—1977). Викладав доцентом в УВУ в Мюнхені, з 1949 — професор математики у «Seton Hall University» у США. Науковий доробок включає праці з математики.

## Життєпис
Осип Андрушків народився 21 березня 1906 року в місті Городок, де навчався в початковій та середній школі. У 1924 році вступив на навчання до Львівської політехніки, де навчався до січня 1925 року. Продовжив навчання на математично-природничому факультеті Львівського університету, який закінчив у червні 1929 року. У 1930 році навчався у «Вищій школі закордонної торгівлі» Львова. У 1932 році склав вчительський іспит і отримав право викладання математики у гімназіях.
З 1932 року до вересня 1939 року був вчителем у державній жіночій вчительській гімназії у місті Кенти. З вересня займав посаду вчителя гімназії в Коломиї.
Зарахований на посаду асистента кафедри алгебри Львівського державного університету з 1 січня 1940 року, одночасно працював сумісником у Львівському педагогічному інституті. В університеті працював до червня 1940 року. У 1942—1944 роках викладав в Учительській семінарії у Яворові.
З 1944 року на еміграції у Чехословаччина, потім в Німеччині. Після війни приватно навчав дітей в таборах (Ді-Пі) у Німеччині. У 1945—1948 роках — учитель Української гімназії в м. Міттенвальді. 14 листопада 1946 здобув ступінь доктора філософії з математики на філософському факультеті Українського Вільного Університету у Мюнхені, там у 1947—1964 роках – доцент, а у 1964—1965 роках — професор математики.
У 1949 році переїхав до США. Упродовж 1949—1976 років Осип Андрушків викладав в університеті «Seton Hall University», штат Нью-Джерсі. Спочатку як асистент-професор, а з 1959 року – як професор. У 1962—1971 роках Осип Андрушків очолював математичний факультет цього університету. У 1977—1980 роках продовжував викладати в «Сент-Елізабет-коледжі» у штаті Нью-Джерсі.
Основні наукові зацікавлення Осипа Андрушківа: теорія функцій, алгебра, основи логіки.
Осип Андрушків разом із сином Романом, В. Вожаківським, А. Сахаровим та ін. домігся на Міжнарародному конгресі у Ванкувері (1974) прийняття звернення до уряду СРСР про звільнення із в'язниці Леоніда Плюща.

## Праці
- O uporządkowaniu ciał rzczywistych // Archiwum Tow. nauk. we Lwowe t. 8 zesz. 4, 1936;
- The probability that the roots of a real quadratic equation lie inside or on the circumference of the unit circle in the complex plane // Mathematics Magazine. 1959. Vol. 32;
- А note on multiple series of positive terms // American Mathematical Monthly. 1961. Vol. 68; Representation of positive integers as sums of arithmetic progressions // Mathematics Magazine. 1976. Vol. 49 (співавт.).